# Přístrojová deska

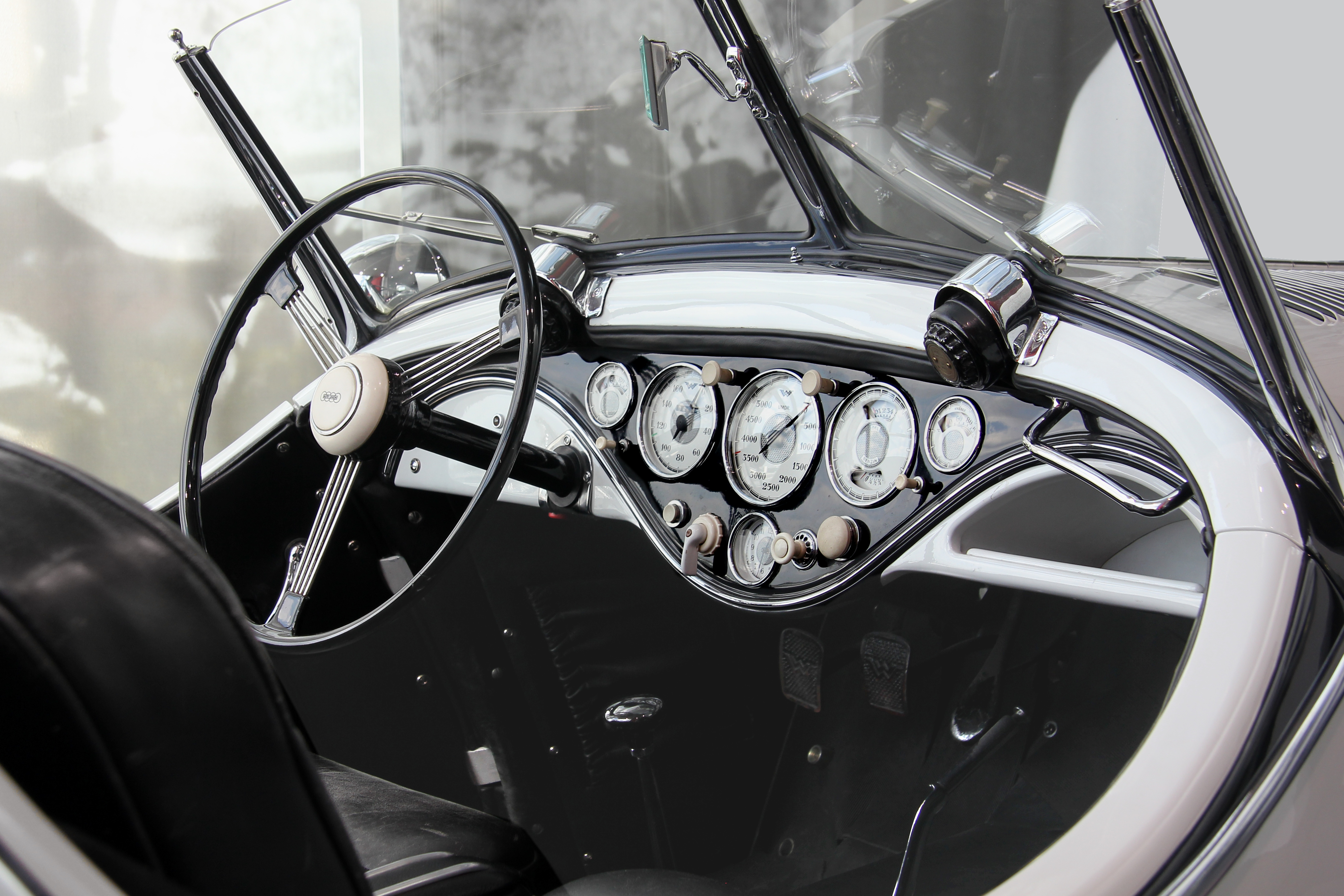
Přístrojová deska vozu Wanderer W 25 K z r. 1938.

Přístrojová deska osobního automobilu (anglicky dashboard, dash nebo instrument panel, německy Armaturenbrett) je deska obsahující analogové nebo digitální ukazatele různých indikátorů a měřicích přístrojů a ovládací prvky pro provoz vozidla. Zatímco u starších automobilů obsahovala deska omezený počet ukazatelů, zabírá u novějších vozů kvůli rostoucímu množství poskytovaných informací oblast před volantem i středový panel mezi řidičem a spolujezdcem, často ve formě dotykového displeje.

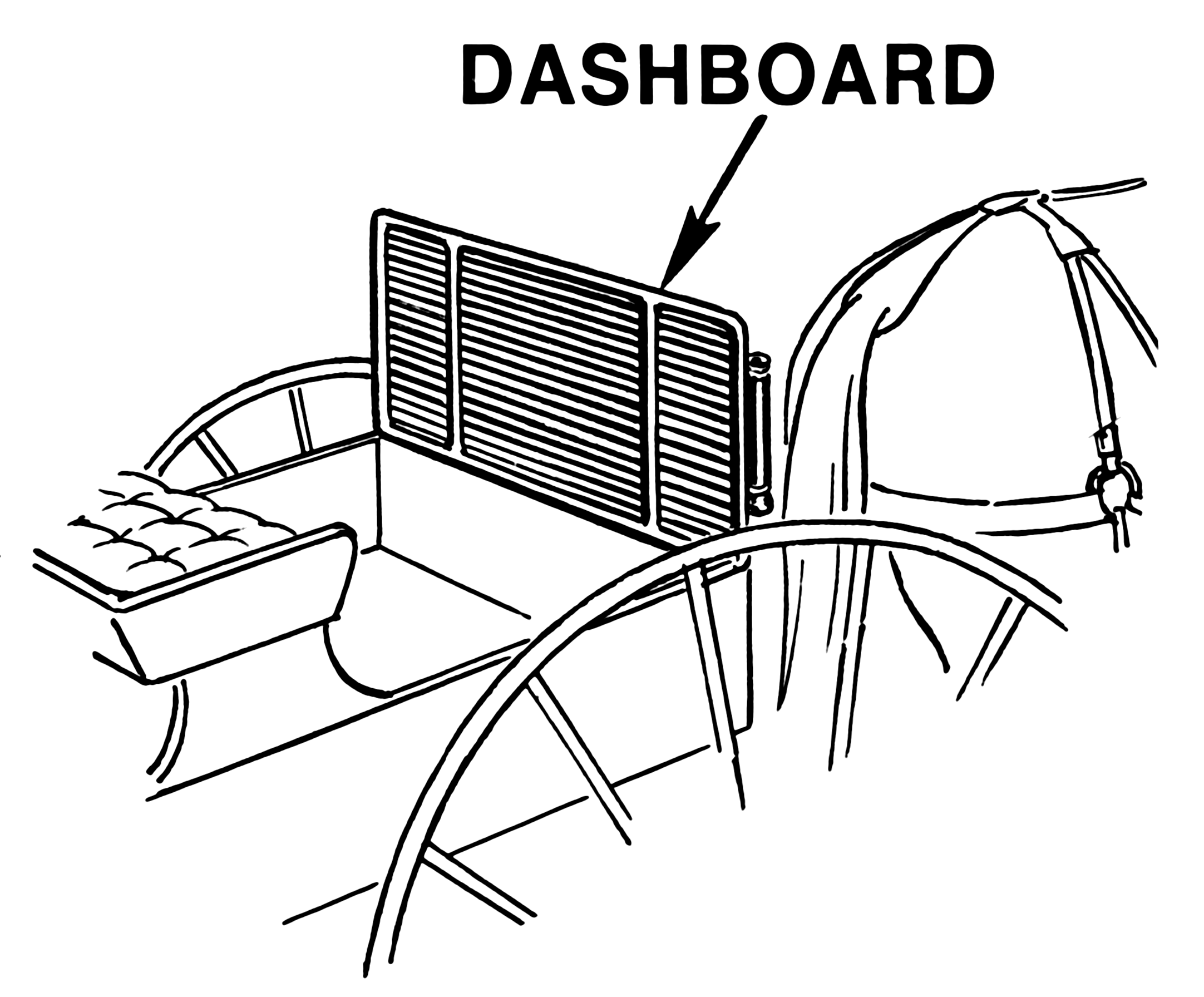
Kočár s ochrannou deskou před sedačkou kočího.

Anglické označení pro přístrojovou desku – dashboard – pochází z poloviny 19. století, kdy se tímto termínem označovala přepážka montovaná na kočárech před kočího, aby jej chránila před nečistotami odlétajícími od kopyt koní. Když se pak koncem 19. století objevily první automobily s motorem pod sedadlem řidiče, zachytávala tato deska nečistoty odlétající od předních kol automobilu a po přemístění motoru dopředu chránila posádku vozu před olejovými nečistotami a před sálavým teplem od motoru.

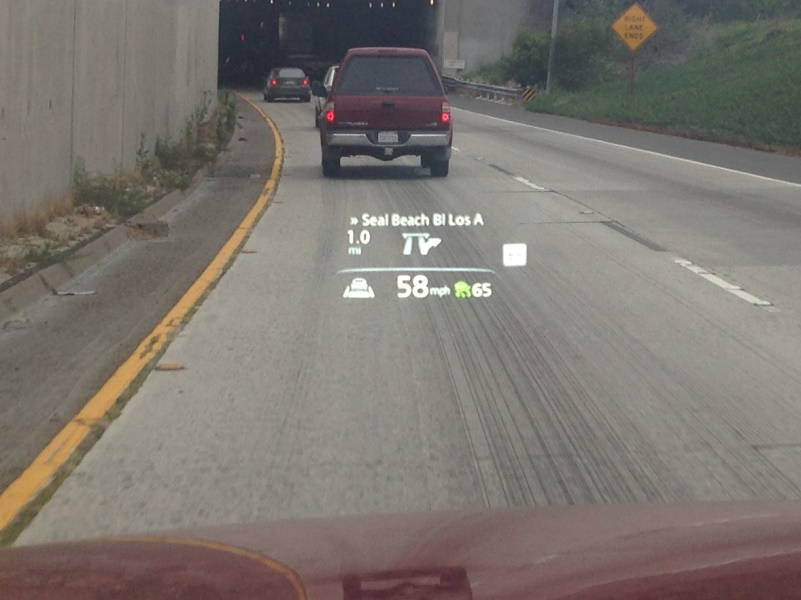
Mazda cx-9 - průhledový displej.

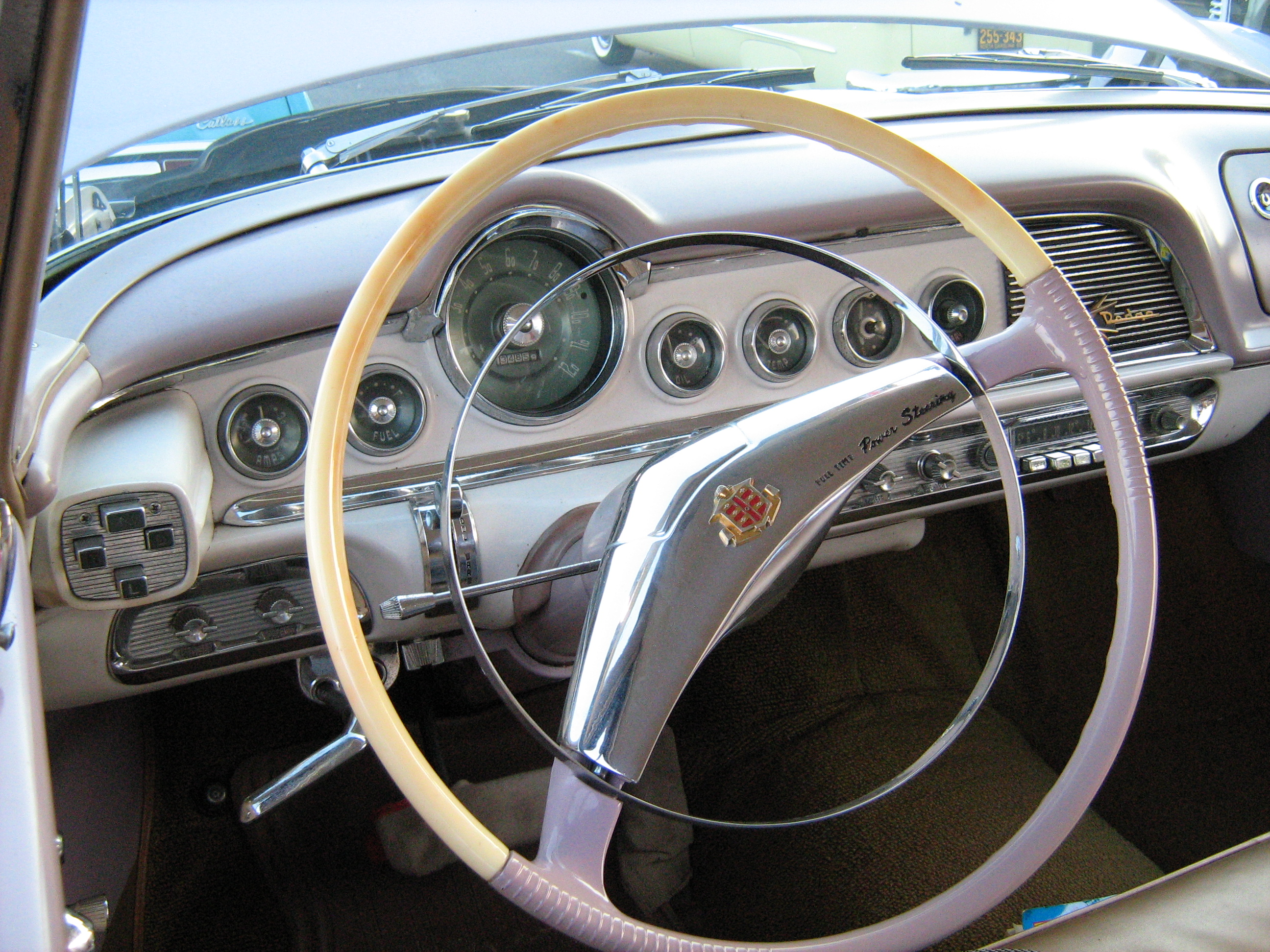
Interiér vozu Dodge La Femme (1956).

Informace týkající se pohonu a pohybu vozidla, které řidič musí sledovat a případně na ně reagovat, (rychloměr, kontrolky vnějšího osvětlení, hladinoměr paliva, poruchové výstrahy nabíjení, teploty chladicí kapaliny, atd.) se soustřeďují na panelu v zorném poli řidiče. K tomu je vhodný i průhledový displej (head-up display) používaný u některých modelů automobilů, který ty nejdůležitější údaje promítá obvykle na čelní sklo vozidla před očima řidiče. Informace o provozním stavu vozidla a různá připomenutí, která nejsou kritického charakteru, se často zobrazují na středovém panelu mezi řidičem a spolujezdcem. Sem patří např. ovládání autorádia, navigační pokyny, informace o nastavení klimatizace, o dojezdu vozidla s ohledem na okamžité množství paliva v nádrži, a mnohé jiné.
Historicky lze sledovat vývoj od panelů s analogovými (ručkovými) indikátory k sofistikovanějším systémům, které se postupně doplňovaly monochromatickými displeji s kapalnými krystaly (LCD) v bezprostředním okolí analogových ukazatelů a dalším displejem ve středové konzole vozidla. Zde se začaly uplatňovat i dotykové barevné displeje s aktivní matricí (AMLCD), poskytující jasný obraz s vysokým rozlišením, výhodné zejména jako výstup navigačního systému. Informační a ovládací prostředky ve středové konzole jsou technicky i ergonomicky dobře přístupné jak z místa řidiče, tak i pro jeho spolujezdce. Podle typů se přístrojové desky dají rozdělit na analogové a digitální, někdy se používá ještě navíc termínu hybridní přístrojová deska. Toto označení používá např. firma Continental. Většinou se však hybridní přístrojové desky (poskytující vedle digitálních údajů i obrazy kruhových analogových ukazatelů) zahrnují do skupiny přístrojových desek digitálních, jako je tomu třeba u výrobků firmy Visteon a dalších.

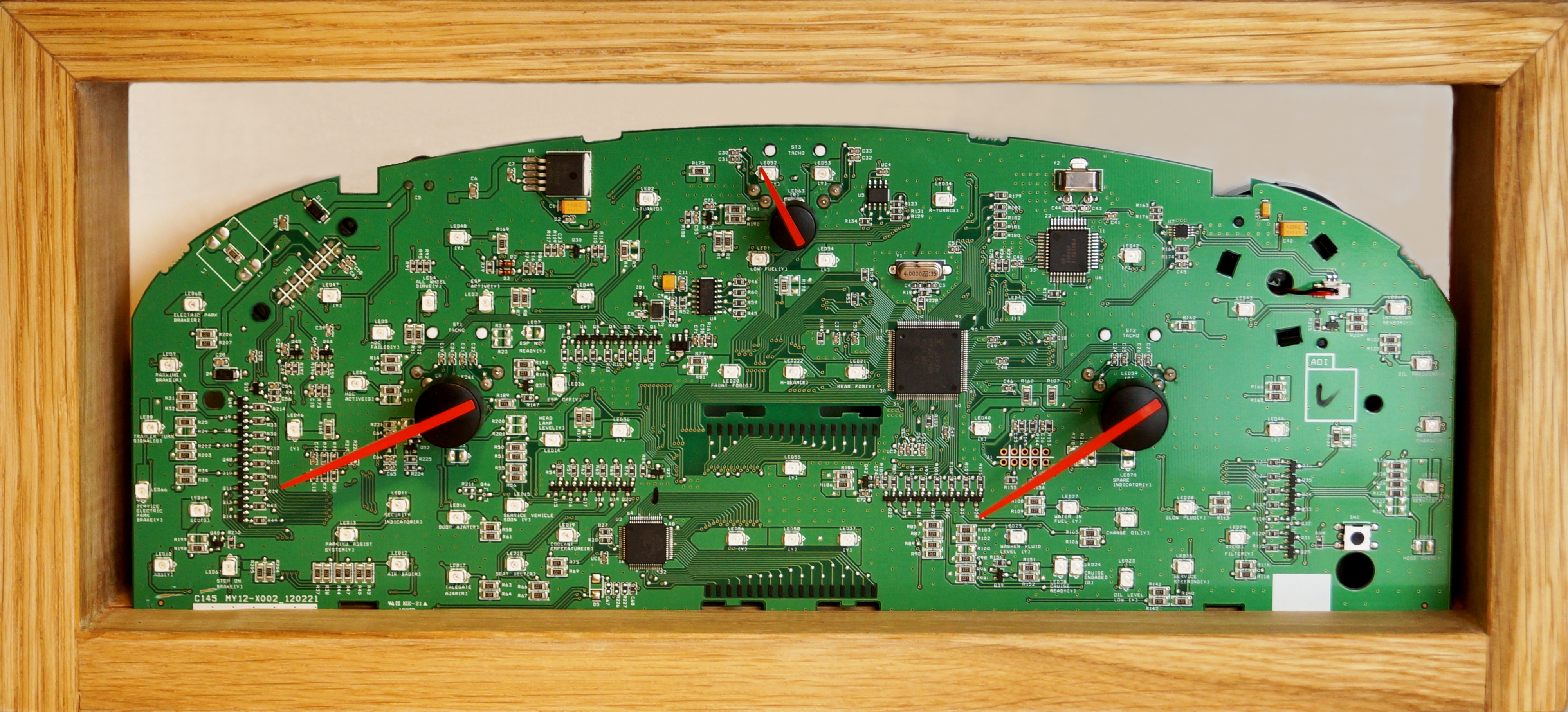
Deska s plošnými spoji přístrojového panelu vozu Opel Antara 2.2 CDTI, r. v. 2014

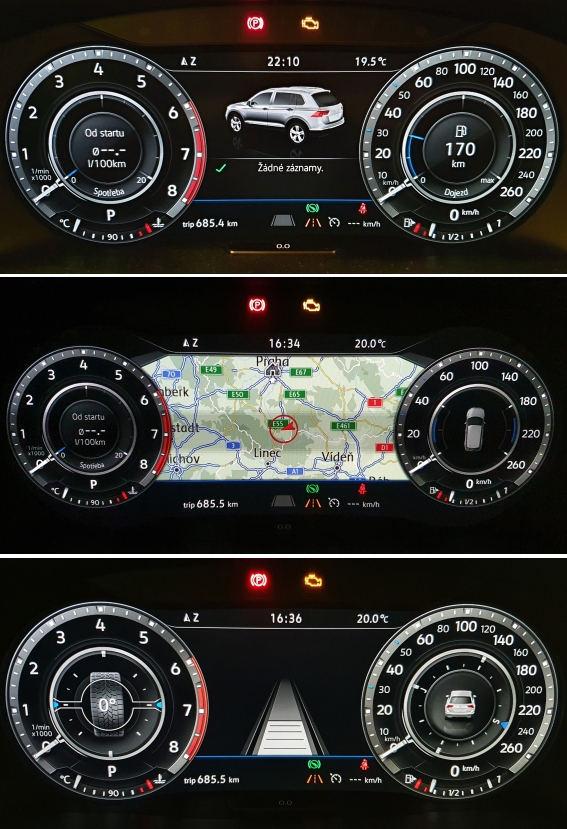
Různé varianty zobrazení, které nabízí virtuální kokpit vozu VW Tiguan.

Mechanické ručkové ukazatele analogových přístrojových desek v současných vozidlech již nevyužívají magnetoelektrické (deprézské) přístroje s otočnou cívkou, ale jejich ručky jsou nasazeny na hřídelích krokových motorů. Deska s plošnými spoji takového přístrojového panelu je tedy založena na digitální technice, přestože některé informace (typicky např. rychlost vozidla, otáčky motoru, stav paliva) poskytuje v analogové formě. Jiné údaje (počítadlo ujeté vzdálenosti aj.) jsou sdíleny v číslicové formě. Na příslušné desce s plošnými spoji proto najdeme např. budič displeje s kapalnými krystaly, ovladače krokových motorů a jiné mikroprocesory. Další klíčovou částí desky plošných spojů jsou sběrnicová rozhraní (např. CAN bus) pro komunikaci mezi různými snímači a funkčními jednotkami automobilu.
Pro podsvícení přístrojových desek se dříve používaly miniaturní žárovky, které jsou u novějších vozů nahrazeny elektroluminiscenčními diodami (LED). Ty prosvětlují displeje s kapalnými krystaly (LCD) a ve spojení s plastovými světlovody i ručkové ukazatele mechanických analogových indikátorů. Dalších několik desítek světelných diod slouží k prosvěcování různých informačních a varovných symbolů. Různobarevné diody dovolují rozlišit naléhavost sdělené informace: Zelené informují o tom, že je něco zapnuto (třeba ukazatele směru), žluté upozorňují na problémy, které by případně mohly být vážnější (nízká hladina oleje), červené znamenají vážnou výstrahu (ztráta tlaku oleje, ztráta dobíjení). Modrá barva bývá vyhrazena pro indikaci zapnutých dálkových světel.
Současné požadavky na komunikaci v automobilech zahrnují nejen informace o stavu vozidla a o dopravní situaci, ale i příjem rozhlasového vysílání FM a DAB (rozsahy AM se postupně opouštějí), integrované navigační systémy, automatické tísňové volání, propojení s mobilním telefonem pomocí Bluetooth apod. Souhrn všech komponent (moderní přístrojová deska včetně středového panelu s displejem integrovaného autorádia) se nazývá infotainment vozu.
V 80. letech 20. století začaly do automobilů postupně pronikat digitální (nebo také elektronické či multifunkční) přístrojové panely. Ty jsou u některých výrobců známé i pod takovými názvy, jako virtuální kokpit (VW) nebo i-Cockpit (Peugeot). Plně digitální barevný TFT displej před řidičem zprostředkovává jízdní informace v individuálně volitelných programech. Displej může zobrazovat konvenční obrazy kruhových přístrojů s odpovídající grafikou, někdy dokonce s trojrozměrnou reprodukcí objektů při frekvenci až 60 snímků za sekundu. Složitá prostorová grafika dokáže realisticky vykreslit kruhové přístroje včetně jejich stínů. V dalších režimech je možné obrazy kruhových přístrojů potlačit a zdůraznit digitálně sdílené informace popř. přenést na multifunkční obrazovku řadu detailních informací, které zprostředkovává infotainment vozu. Může to být např. dojezd do vyprázdnění palivové nádrže, průměrná rychlost od startu, navigační mapa, obraz ze zadní kamery, venkovní teplota, podélné a příčné zrychlení vozu, telefonní seznam ze spárovaného mobilního telefonu a mnohé jiné.

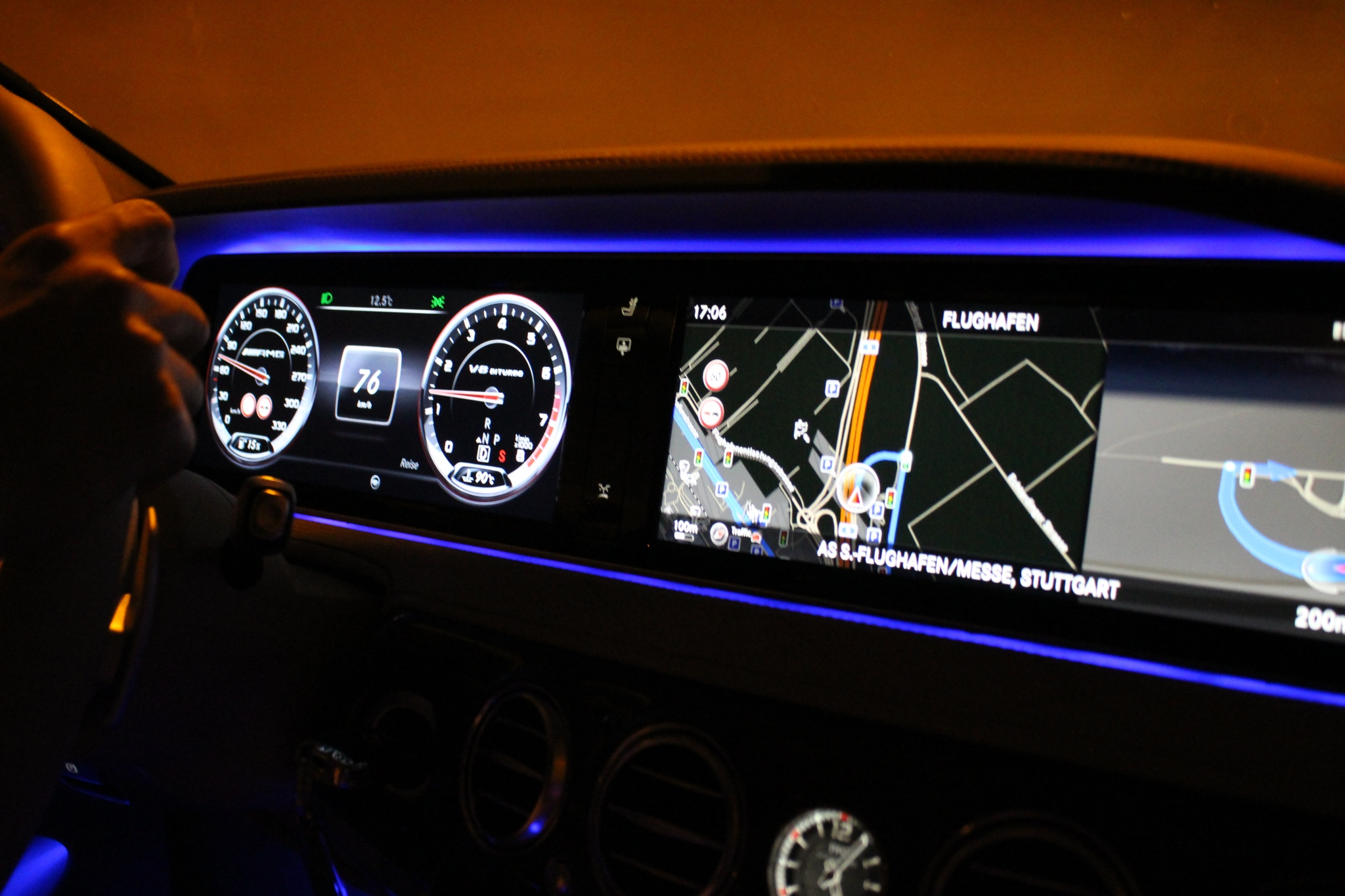
Široký multifunkční panel (Mercedes Benz S-Klasse S63 AMG).

V souvislosti s tím, jak do ovládání infotainmentu v automobilech pronikají dotykové displeje, se v širší motoristické veřejnosti diskutuje o tom, zda je rozumné zadávat téměř všechno prostřednictvím těchto displejů. Prakticky se tak vymýtí klasická mechanická (hardwarová) tlačítka a otočné ovládací prvky, což je trend viditelný třeba u automobilů značky Tesla, který má své příznivce. Proti tomu stojí zastánci klasických ovládacích prvků, kteří rovněž snášejí racionální argumenty pro to, aby se alespoň některé funkce ovládaly mimo menu multimediálních dotykových displejů.    
Poslední vývoj digitálních přístrojových panelů v luxusních automobilech směřuje k interaktivním obrazovkám překrývajícím celou palubní desku včetně prostoru spolujezdce. Takový přístrojový panel je tedy v horizontálním směru omezen pouze vnitřní šířkou vozidla. Firma Mercedes svůj systém této třídy označuje jako  MBUX Hyperscreen (hyperobrazovka) a vedle prvků umělé inteligence jej vybavuje i vibračními jednotkami pro haptickou (hmatovou) odezvu při zadávání pokynů cestujících.
V celosvětovém měřítku jsou hlavními dodavateli přístrojových panelů pro automobily následující firmy: Continental, Visteon, Denso, Nippon Seiki, Magneti Marelli, Yazaki, Aptiv (dřívější Delphi), Bosch, Calsonic Kansei, Feilo. Největším spotřebitelem přístrojových desek pro automobily je Čína, která jich např. v roce 2015 spotřebovala přes 25 milionů, což je téměř 1/3 globální spotřeby těchto výrobků .    